# Rugby Monza (féminines)
Le Rugby Monza était un club féminin de rugby à XV basé à Monza, en Lombardie. C'est le premier club autre que le Benetton et le Riviera à avoir remporté le championnat d'Italie. 

## Histoire
La section féminine du Monza Rugby est fondée en 2002 à l’initiative de Carlo Gaudino, qui fut le premier entraineur de l'équipe. Au bout de seulement quatre saisons d'activité, en 2006-07, l'équipe se qualifie pour la première de sept demi-finales consécutives, battue par le Benetton, puis six fois de suite par le Riviera del Brenta.
En 2013-14, Monza se qualifie pour la finale et gagne son premier et unique titre national face à Riviera del Brenta. C'est la première fois que le trophée quitte la Vénétie.
Monza perd ensuite deux finales successives contre le Valsugana Padoue,. En 2016-17, c'est encore le Valsugana qui les élimine demie. En 2017-18, le club ne va pas en phase finale, après onze années de participation interrompue, terminant 4e de sa poule, puis 6e la saison suivante.
Le 25 septembre 2021, après la longue interruption du championnat due à la pandémie de Covid-19 et trois semaines avant la reprise de la compétition, le Rugby Monza déclare un forfait général.

## Palmarès
- Champion d'Italie :  2014
- Vice-champion d'Italie : 2015 et 2016

| Saison    | Classement       | Compétition | Pts            | MJ             | V              | N              | D              | Phase finale                                           |
| --------- | ---------------- | ----------- | -------------- | -------------- | -------------- | -------------- | -------------- | ------------------------------------------------------ |
| 2003-2004 | 3e poule A       | Serie A     | 28             | 12             | 6              | 0              | 6              | non qualifiées                                         |
| 2004-2005 | 3e poule B       | Serie A     | 20             | 10             | 4              | 1              | 3              | non qualifiées                                         |
| 2005-2006 | 4e poule B       | Serie A     | 19             | 10             | 4              | 1              | 5              | non qualifiées                                         |
| 2006-2007 | 1er poule B      | Serie A     | 34             | 8              | 8              | 0              | 0              | Demi-finalistes (0-32 et 0-29 contre les Red Panthers) |
| 2007-2008 | 2e               | Serie A     | 47             | 14             | 10             | 1              | 3              | Demi-finalistes (17-22 contre le Riviera)              |
| 2008-2009 | 3e               | Serie A     | 35             | 12             | 7              | 0              | 5              | Demi-finalistes (5-13 contre le Riviera)               |
| 2009-2010 | 3e poule Élite   | Serie A     | 30             | 10             | 6              | 0              | 4              | Demi-finalistes (3-23 et 0-12 contre le Riviera)       |
| 2010-2011 | 2e poule 1       | Serie A     | 25             | 8              | 5              | 0              | 3              | Demi-finalistes (0-34 et 12-31 contre le Riviera)      |
| 2011-2012 | 2e poule 1 Élite | Serie A     | 33             | 8              | 7              | 0              | 1              | Demi-finalistes (18-32 et 0-20 contre le Riviera)      |
| 2012-2013 | 3e poule Élite   | Serie A     | 26             | 10             | 5              | 0              | 5              | Demi-finalistes (7-29 et 17-22 contre le Riviera)      |
| 2013-2014 | 2e poule 1       | Serie A     | 27             | 10             | 5              | 0              | 5              | Championnes (29-12 contre le Riviera)                  |
| 2014-2015 | 1er poule 1      | Serie A     | 52             | 12             | 10             | 0              | 2              | Finalistes (5-9 contre le Valsugana)                   |
| 2015-2016 | 1er poule A      | Serie A     | 72             | 16             | 15             | 0              | 1              | Finalistes (0-6 contre le Valsugana)                   |
| 2016-2017 | 3e poule 1       | Serie A     | 68             | 16             | 14             | 0              | 2              | Demi-finalistes (12-31 et 19-29 contre le Valsugana)   |
| 2017-2018 | 4e poule 1       | Serie A     | 52             | 18             | 10             | 0              | 8              | non qualifiées                                         |
| 2018-2019 | 6e poule 1       | Serie A     | 33             | 18             | 6              | 1              | 11             | non qualifiées                                         |
| 2019-2020 | 1er poule 2      | Serie A     | 41             | 9              | 9              | 0              | 0              | Saison interrompue (pandémie de Covid-19)              |
| 2020-2021 | -                | Serie A     | saison annulée | saison annulée | saison annulée | saison annulée | saison annulée | saison annulée                                         |

## Joueuses notables
- Isabella Locatelli
- Ilaria Arrighetti
- Maria Magatti